# Očka, vrni se nam zdrav domov
Očka vrni se nam zdrav domov (1981)  je socialnokritični roman Frančka Rudolfa. Delo je sestavljeno iz več poglavij, ki se med seboj ne prepletajo, ampak vsebujejo različne teme. 

## Povzetek zgodbe
V romanu je predstavljenih veliko zgodb in dogodkov, ki večinoma doletijo osrednjo, največ omenjeno osebo, in sicer Dimitrija. Dimitrij je fant, ki je zaposlen v Združeni kovinski industriji v Litiji. Tam je priča mnogim nesrečnim dogodkom, ki se končajo tudi s smrtnim izidom. Skozi življenje ga neprestano spremlja nesreča, počuti se ogroženega, osamljenega, nemočnega in nesvobodnega. Zdi se mu, da tej nesreči ne bo mogel nikoli ubežati, saj se ga trdno oklepa. Že kot otrok je videl umirajoče ljudi, bil priča nesreči na cesti in doma. V poznejših letih se Dimitrij zaljubi v Klavdijo, ki jo spozna na istem delovnem mestu. Sprva se mu zdi še privlačna in se z njo poroči, a ga Klavdija sčasoma začne izkoriščati, zaničevati in se mu posmehuje, češ, da ga neprestano obhajajo skrbi in da je preveč nesrečen. Dimitrij se ob njej počuti še bolj nesrečnega. 
V romanu so predstavljeni nesrečni ljudje, ki za razne dogodke krivijo drug drugega, med seboj si ne pomagajo, marveč vsak skrbi zase in za svojo korist. Veliko je smrtnih žrtev, ljudje si med seboj zavidajo, se podrejajo drugim in počutijo nesvobodne. Živijo le za to, da delajo.  

## Kritike
"Franček Rudolf ustvarja s tem svojim pisanjem v slovensko prozo nov pristop na stilni ravni, ki se zelo prilega stilu sodobnega življenja, njegovi zmedi, tempu, potrošniški motivaciji. Zato zasluži  vso pozornost."

"Atmosfera, ki jo vzpostavlja Rudolfovo novo prozno besedilo, je ne glede na svobodno kompozicijo romana, grajeno na neobveznem nizanju in opisovanju dogodkov, sodobna, lahko bi rekli, da je odsev živčne napetosti, kakršno neprestano povzroča migracijska mrzlica."
France Vurnik